# Gare de Saint-Hilaire-de-Chaléons
Pour les articles homonymes, voir Gare de Saint-Hilaire (homonymie).
La gare de Saint-Hilaire-de-Chaléons est une gare ferroviaire française de la ligne de Sainte-Pazanne à Pornic, située sur le territoire de la commune de Saint-Hilaire-de-Chaléons, dans le département de la Loire-Atlantique en région Pays de la Loire. 
Elle est mise en service, en 1875, par la Compagnie des chemins de fer nantais (CFN) avant d'être reprise par l'Administration des chemins de fer de l'État en 1878. C'est une halte ferroviaire de la Société nationale des chemins de fer français (SNCF), desservie par des trains TER Pays de la Loire.

## Situation ferroviaire
Établie à 14 mètres d'altitude, la gare de Saint-Hilaire-de-Chaléons est située au point kilométrique (PK) 4,224 de la ligne de Sainte-Pazanne à Pornic, entre les gares Sainte-Pazanne et Bourgneuf-en-Retz. C'est une gare de bifurcation, origine de la ligne de Saint-Hilaire-de-Chaléons à Paimbœuf (non exploitée).
Elle est équipée d'un unique quai, desservant l'unique voie, qui dispose d'une longueur utile de 90 mètres.

## Histoire
La gare de Saint-Hilaire-de-Chaléons est mise en service, le 11 septembre 1875, par la Compagnie des chemins de fer nantais (CFN), lorsqu'elle ouvre sa ligne secondaire de Nantes à Pornic. Elle devient une gare de bifurcation lors de l'ouverture de la ligne de Saint-Hilaire-de-Chaléons à Paimbœuf le 4 juin 1876. Elle devient une gare de l'Administration des chemins de fer de l'État lorsqu'elle rachète les lignes et les exploites à partir du 1er juillet 1878.
En 1939, la SNCF ferme le trafic voyageurs sur la ligne de Nantes à Saint-Hilaire-de-Chaléons et à Paimbœuf et le trafic marchandises est fermé en 1998 de Saint-Hilaire-de-Chaléons à Paimbœuf.

## Service des voyageurs

### Accueil
Halte SNCF, c'est un point d'arrêt non géré (PANG) à entrée libre, disposant d'un abri de quai.

### Desserte
Saint-Hilaire-de-Chaléons est desservie par des trains TER Pays de la Loire qui effectuent des missions entre les gares de Nantes et de Pornic.
Cependant, du 1er septembre 2014 au 4 juillet 2015, la desserte ferroviaire de la gare est suspendue pour permettre la 2e phase de rénovation de la ligne Nantes - Pornic. Durant cette période, la desserte de la gare n'est plus effectuée que par autocar en correspondance avec des TER en gare de Sainte-Pazanne ou directement jusqu'à Nantes. Ces travaux sont prolongés de deux mois en raison de malfaçons électriques sur la signalisation ferroviaire et les passages à niveau, liées à une faiblesse du pilotage du chantier.

### Intermodalité
Un parc pour les vélos et un parking pour les véhicules y sont aménagés.